# Does It Offend You, Yeah?
Does It Offend You, Yeah? – brytyjski zespół grający rock elektroniczny założony w 2006 w Reading, Berkshire. Twórczość grupy jest porównywana do muzyki takich artystów jak !!!, LCD Soundsystem i Digitalism.
Nazwa zespołu pochodzi od cytatu Davida Brenta, bohatera brytyjskiego sitcomu Biuro, nadawanego w telewizji BBC Two.

## Historia
Zespół założyli James Rushent i Dan Coop w Reading w kwietniu 2006. Formacja wydała swój debiutancki album (You Have No Idea What You're Getting Yourself Into) 24 marca 2008. Album został generalnie pozytywnie przyjęty przez krytyków, uzyskał 59 punktów w serwisie kompilującym oceny Metacritic. Obecnie grupa pracuje nad drugim albumem studyjnym, Don't Say We Didn't Warn You.
Does It Offend You, Yeah? był dziewiątym najczęściej słuchanym i pobieranym zespołem za pośrednictwem serwisu last.fm w 2008, a także został zawarty na liście najlepszych alternatywnych artystów roku 2008 w USA sporządzonej przez iTunes.
Autorami materiału na pierwszy album studyjny, You Have No Idea What You're Getting Yourself Into (2008), byli James Rushent, Rob Bloomfield i Dan Coop. Sebastien Grainger, były wokalista formacji Death From Above 1979 wystąpił gościnnie śpiewając w utworze "Let's Make Out". W 2008 Does It Offend You, Yeah? na koncertach towarzyszył Morgan Quaintance. W 2009 do formacji dołączyli Chloe Duveaux (wcześniej Elle Milano) i Matty Derham (z Fields).
Zespół był porównywany z twórcami muzyki elektronicznej, np. Daft Punk i Justice. Inni artyści przyrównywani do grupy ze względu na rockowe brzmienie to The Killers i Gorillaz. NME porównuje formację do np. Muse. Grupa jest rozpoznawalna ze względu na spektakualrną formułę koncertów, które nierzadko kończące się stage divingiem i niszczeniem instrumentów.
Zespół wystąpił w serii amerykańskich programów, m.in. Jimmy Kimmel Live! i Last Call with Carson Daly. Wzięli również udział w brytyjskich programach Sound (BBC) i Transmission (Channel 4). Wystąpili również (obok takich artystów jak Pharrell Williams, Santogold, Julian Casablancas, MGMT i Karen O) w kampanii reklamowej The Converse Century Celebration.
Wokalista James Rushent był jednym z producentów singli Prodigy: "Invaders Must Die" i "Omen".
W kwietniu 2012 zespół na Facebooku ogłosił zawieszenie działalności na czas nieokreślony.
W 2015 ogłoszono decyzję o ostatecznym rozwiązaniu grupy. Pożegnalny koncert odbył się 12 grudnia 2015 w Londynie.

## Członkowie
- James Rushent – śpiew, gitara basowa, gitara, syntezator
- Dan Coop – syntezator
- Rob Bloomfield – perkusja,
- Matty Derham – gitara, syntezator, wokal wspierający
- Chloe Duveaux – gitara basowa, śpiew

Goście
- Sebastien Grainger – śpiew

## Dyskografia

### Albumy studyjne
| Rok  | Album                                              | UK Albums Chart |
| ---- | -------------------------------------------------- | --------------- |
| 2008 | You Have No Idea What You're Getting Yourself Into | 48              |
| 2010 | Don't Say We Didn't Warn You                       | 119             |

### EP
- Live @ The Fez (2008) – Nagranie koncertowe (EP) wydane jedynie w formacie download, dołączane do każdego zamówionego albumu na iTunes[12].
- iTunes Live: London Festival '08 (2008) (wydane za pośrednictwem iTunes)[13]
- iTunes – Live at Lollapalooza 2008: Does It Offend You, Yeah? EP (wydane za pośrednictwem iTunes)[14]

### Single
| Rok  | Utwór              | Album                                              | UK Singles Chart |
| ---- | ------------------ | -------------------------------------------------- | ---------------- |
| 2007 | "Weird Science"    | You Have No Idea What You're Getting Yourself Into | -                |
| 2007 | "Let's Make Out"   | You Have No Idea What You're Getting Yourself Into | -                |
| 2008 | "We Are Rockstars" | You Have No Idea What You're Getting Yourself Into | 177              |
| 2008 | "Dawn Of The Dead" | You Have No Idea What You're Getting Yourself Into | 41               |
| 2008 | "Epic Last Song"   | You Have No Idea What You're Getting Yourself Into | 91               |

### Remixy
- Bloc Party – "The Prayer" (Wichita)
- The Raconteurs – "Steady, As She Goes" (White)
- Muse – "Map of the Problematique" (Warner Bros)
- The White Stripes – "Fell in Love with a Girl" (White)
- Hadouken! – "Crank It Up" (Atlantic Records)
- The Faint – "The Geeks Were Right" (Saddle Creek)
- Air Traffic – "Charlotte" (niewydany)
- Muse – "Uprising" (Warner Bros)

### Covery
- "Whip It" nagrane oryginalnie przez Devo – nagranie koncertowe zostało wydane na albumie promującym NME Awards 2008 (dołączany za darmo do wydania NME z 27 lutego 2008)[15]

### Piosenki wykorzystane
- "We Are Rockstars" został wykorzystany w trailerze do filmu Fast & Furious (2009). Podczas finału rozgrywek NFL – tzw. Super Bowl – trailer wraz z piosenką został zaprezentowany 95 milionom telewidzów w czasie przerwy reklamowej. Utwór został również zawarty w ścieżce dźwiękowej do seriali BBC: Horne & Corden i Eastenders. Pojawia się również w grze wideo Saints Row 2[16].
- "With a Heavy Heart (I Regret to Inform You)" zawarto w grze Gran Turismo 5 Prologue[17]. Pojawił się również w jednym z odcinków serialu Plotkara.
- "Dawn of the Dead" pojawia się w filmie American Teen[18], a także został użyty podczas finału programu Big Brother 2008 w Wielkiej Brytanii.
- "Weird Science" został wykorzystany w odcinku serialu "Chuck vs. the Sizzling Shrimp" (nr 104) serii Chuck.
- "Epic Last Song" został użyty w jednym z odcinków opery mydlanej Życie w Hollyoaks nadawanej na antenie Channel 4.
- "Battle Royale" i "We Are Rockstars" zostały użyte w soundtracku do gry FIFA Street 3[19].

### Teledyski
- "Weird Science" – 2007
- "Let's Make Out" – 2007
- "We Are Rockstars" – 2008
- "Epic Last Song" – 2008
- "Dawn of the Dead" – 2008